# Collins Kiprotich
Collins Kiprotich (5 maggio 2004) è un mezzofondista keniota.

## Palmarès
| Anno | Manifestazione               | Sede      | Evento       | Risultato | Prestazione | Note  |
| ---- | ---------------------------- | --------- | ------------ | --------- | ----------- | ----- |
| 2025 | Giochi mondiali universitari | Reno-Ruhr | 1500 m piani | Batteria  | 3'50"81     |       |
| 2025 | Giochi mondiali universitari | Reno-Ruhr | 5000 m piani | Bronzo    | 15'02"47    | [ 1 ] |

## Campionati nazionali
2024
- 10º ai campionati kenioti, 5000 m piani - 13'58"43